# Transfertechniek
De transfertechniek is een speciale tekentechniek die is ontwikkeld door de Bulgaars-Amerikaanse schilder Jules Pascin. Pascin was van mening dat een tekening in volle vrijheid door de tekenende hand moest worden gemaakt, zonder controle van het oog. Hij ontwikkelde een vorm van blind tekenen waarbij een vel carbonpapier tussen twee bladen papier werd gelegd. Het tekenen zelf werd gedaan met een niet-schrijvende stift.

## De transfertechniek zoals gebruikt door Kristians Tonny
De in Nederland geboren schilder Kristians Tonny ontwikkelde uit de door Pascin ontwikkelde techniek zijn eigen vorm van blind tekenen.
Tonny verving het carbonpapier door een laag verf op basis van olieverf welke hij gelijkmatig aangebracht op de achterzijde van het bovenste blad: het blad waarop dan de blinde tekening gemaakt werd. 
Het recept voor de verfstof stelde hem in staat in de loop van enige uren een gelijkmatige afdruk van de tekening op het onderliggende blad papier te verkrijgen. Hierdoor kon een grote compositie worden opgezet. Zowel ragfijne lijnen als ook zwaardere partijen konden met evenveel precisie werden doorgedrukt. Dit stelde hem in staat om een veelheid aan grijstonen te bereiken en ook om zeer gedetailleerd te tekenen.
Hoewel Tonny dit tegensprak, wordt de transfertechniek vaak gezien als een vorm van automatisch tekenen.